# Vågbandad barkbock
Vågbandad barkbock (Semanotus undatus) är en skalbaggsart som först beskrevs av Linne 1758.  Vågbandad barkbock ingår i släktet Semanotus och familjen långhorningar. Artens utbredningsområde är:
- Frankrike
- Ukraina

Arten är reproducerande i Sverige. Inga underarter finns listade i Catalogue of Life.